# Edwin Ofori-Attah
Edwin Ofori-Attah (* 17. Januar 1985 in Berlin) ist ein ehemaliger deutscher Basketballspieler und Mixed-Martial-Arts-Kämpfer.

## Basketball
Der Sohn eines ghanaischen Vaters und einer deutschen Mutter wuchs in Berlin auf. Er wurde als Jugendlicher als großes Basketball-Talent gehandelt, was durch seine Berufungen in Deutschlands U16-, U18- und U20-Nationalmannschaften bestätigt wurde.
Er spielte in der Jugend von City Basket Berlin, dann für den TuS Lichterfelde (Kooperationsverein des damaligen Serienmeisters Alba Berlin). Nach Einsätzen für die Junioren-Nationalmannschaft, für die er bei der U18-Europameisterschaft 2002 mit 15,7 Punkten je Begegnung bester Korbschütze war, zog es Ofori-Attah 2002 in die USA, um sich dort weiterzuentwickeln.
Er spielte zunächst für die Mannschaft der Montrose Christian School nahe Washington, D.C. Im Sommer 2003 unterbreitete Alba Berlin ihm ein Angebot. Ofori-Attah setzte seine Laufbahn jedoch in den Vereinigten Staaten fort. An der Statesville Christian High School machte er mit teils sehr hohen Punktausbeuten auf sich aufmerksam. In einem Spiel gegen die Mount Zion Christian Academy, die seinerzeit zu den besten Schulmannschaften der USA zählte, kam er auf 42 Punkte. Gegen die Hickory Grove Christian High School erzielte Ofori-Attah im Dezember 2003 71 Punkte, womit er den bis dahin bestehenden Rekord des US-amerikanischen Bundesstaates North Carolina brach. Er traf in der Begegnung neun Dreipunktewürfe. Über Ofori-Attahs 71-Punkte-Spiel wurde auch ein Bericht in den Tagesthemen ausgestrahlt. Im darauf folgenden Spiel gegen die italienische Junioren-Nationalmannschaft, in deren Reihen drei Spieler aus Profimannschaften standen, gelangen ihm 54 Punkte. Die von Ofori-Attah aufgestellte Bestmarke von 71 Punkten wurde im Januar 2005 vom Litauer Žygimantas Šeštokas überboten, der 76 Punkte in einem Spiel erzielte und damit neuer Rekordhalter im US-Bundesstaat North Carolina wurde.
Ofori-Attahs Leistungen blieben auch zahlreichen NBA-Spähern nicht verborgen. Die Webseite nbadraft.net erstellte ihm daraufhin das Profil eines möglichen zukünftigen NBA-Spielers.
Mehrere US-amerikanische Hochschulmannschaften (darunter die University of South Carolina, die University of Minnesota, die University of Oklahoma und die Vanderbilt University) zeigten Interesse an Ofori-Attah, der letztlich an das College of William and Mary (Bundesstaat Virginia) ging. Im Dezember 2004 wurde er als „Rookie der Woche“ der Coastal Athletic Association ausgezeichnet. Er bestritt 24 Spiele für die Hochschulmannschaft und kam er auf 6,3 Punkte je Begegnung.
Nach einer Saison im Nordosten der USA wechselte Ofori-Attah in die 2. Bundesliga zu den USC Mainfranken Baskets (Nachfolgemannschaft der DJK S.Oliver Würzburg, bei der Dirk Nowitzki ausgebildet wurde). Dort trainierte er unter Nowitzki-Entdecker Holger Geschwindner. Ende Dezember 2005 verließ Ofori-Attah die Würzburger, für die er im Durchschnitt 16,6 Punkte je Begegnung erzielt hatte und damit bester Werfer der Mannschaft gewesen war. Er ging hernach in der Regionalliga auf Korbjagd: In der Saison 2005/06 bestritt er vier Einsätze für den SSC Karlsruhe in der 1. Regionalliga Süd-West. 2006/07 verhalf er Central Hoops Berlin mit 16,8 Punkten je Begegnung zum Meistertitel in der 2. Regionalliga Nord-Ost. Anschließend trat er mit der Mannschaft in der 1. Regionalliga Nord an.
In der Saison 2008/09 war er noch einmal in den Vereinigten Staaten aktiv und spielte für das Shorter College aus der NAIA. Für die Mannschaft erzielte er 8,2 Punkte je Begegnung.

## MMA-Statistik
| Ergebnis   | Statistik | Gegner           | Methode            | Veranstaltung   | Datum              | Runde | Zeit | Veranstaltungsort        |
| Niederlage | 2–2       | David Shvelidze  | TKO (Schläge)      | Superior FC 8   | 4. Februar 2012    | 1     | 0:12 | Mainz, Deutschland       |
| Sieg       | 2–1       | Juergen Dolch    | KO (Schläge)       | Rock the Cage 2 | 15. Oktober 2011   | 1     | 0:40 | Greifswald, Deutschland  |
| Sieg       | 1–1       | Marcus Kottke    | TKO (Cut)          | Käfig Kiel      | 18. Oktober 2009   | 1     | 1:45 | Kiel, Deutschland        |
| Niederlage | 0–1       | Christophe Grare | Aufgabe (Armhebel) | Outsider Cup 14 | 12. September 2009 | 1     | 1:59 | Norderstedt, Deutschland |